# Matoury
Matoury es una comuna francesa ubicada en Guayana Francesa, específicamente al sur de Cayena. Es un suburbio de Cayena, tiene una extensión de 137,19 km² y una población de 29.235 habitantes (en 2011).
En esta comuna se ubica el Aeropuerto de Cayenne-Rochambeau, principal aeropuerto internacional de la Guayana Francesa.